# Richard Lloyd Racing
Richard Lloyd Racing (RLR), initialement dénommé GTi Engineering, était une écurie britannique de sport automobile créée en 1977 par le pilote Richard Lloyd (en). La dénomination initiale de l'écurie vient du fait que Loyd concourrait dans le Championnat britannique des voitures de tourisme (BSCC) avec des Volkswagen Golf GTi. Cette écurie privée a fait courir avec succès des Porsche compétition client dans le Championnat du monde des voitures de sport (WSC). Richard Lloyd Racing a finalement cessé toute activité à la fin de la saison 1990 en raison de l'augmentation du coût pour participer au championnat du monde des voitures de sport.
L'écurie était également connue pour ses Porsche 956 et 962C largement modifiées, développées pour surmonter des problèmes dans la conception et la construction originales des voitures. Les voitures, toutes nommées GTi, ont surpassé leurs homologues non modifiées. Les GTi ont été pionnières dans le fait d'utiliser des matériaux exotiques et d'éléments de conception innovants qui seront plus tard adoptés par Porsche et d'autres constructeurs.
Même si l'écurie de sport automobile RLR faisait courir des Porsche, GTi Engineering est restée une division de Richard Lloyd Racing et a continué à proposer des personnalisations automobiles de voiture pour les marques Volkswagen et Audi. Les pièces et les conversions étaient réalisées dans l'atelier de courses partagé dans les environs du circuit de Silverstone. La société tuning a finalement été vendue et elle existe toujours aujourd'hui.

## Historique

### 1977– 1980
GTi Engineering a été créé par Richard Lloyd en 1977 comme son équipe personnelle pour le Championnat Britannique des Voitures de Tourisme, dans lequel il a concouru pendant plusieurs années. L'écurie a été la première à faire participer la nouvelle version de la Volkswagen Golf GTi, qui avait été lancée en 1976, et avait comme soutien principal Volkswagen Grande-Bretagne et AKAI. Lloyd non seulement gère l'écurie, mais continue également à conduire. Durant la période 1977-1979, les Golf GTi de Richard Lyod réalisèrent le coup du chapeau en remportant trois titres de classe d'affilée au BSCC, en y incluant une deuxième place au classement général en 1978.

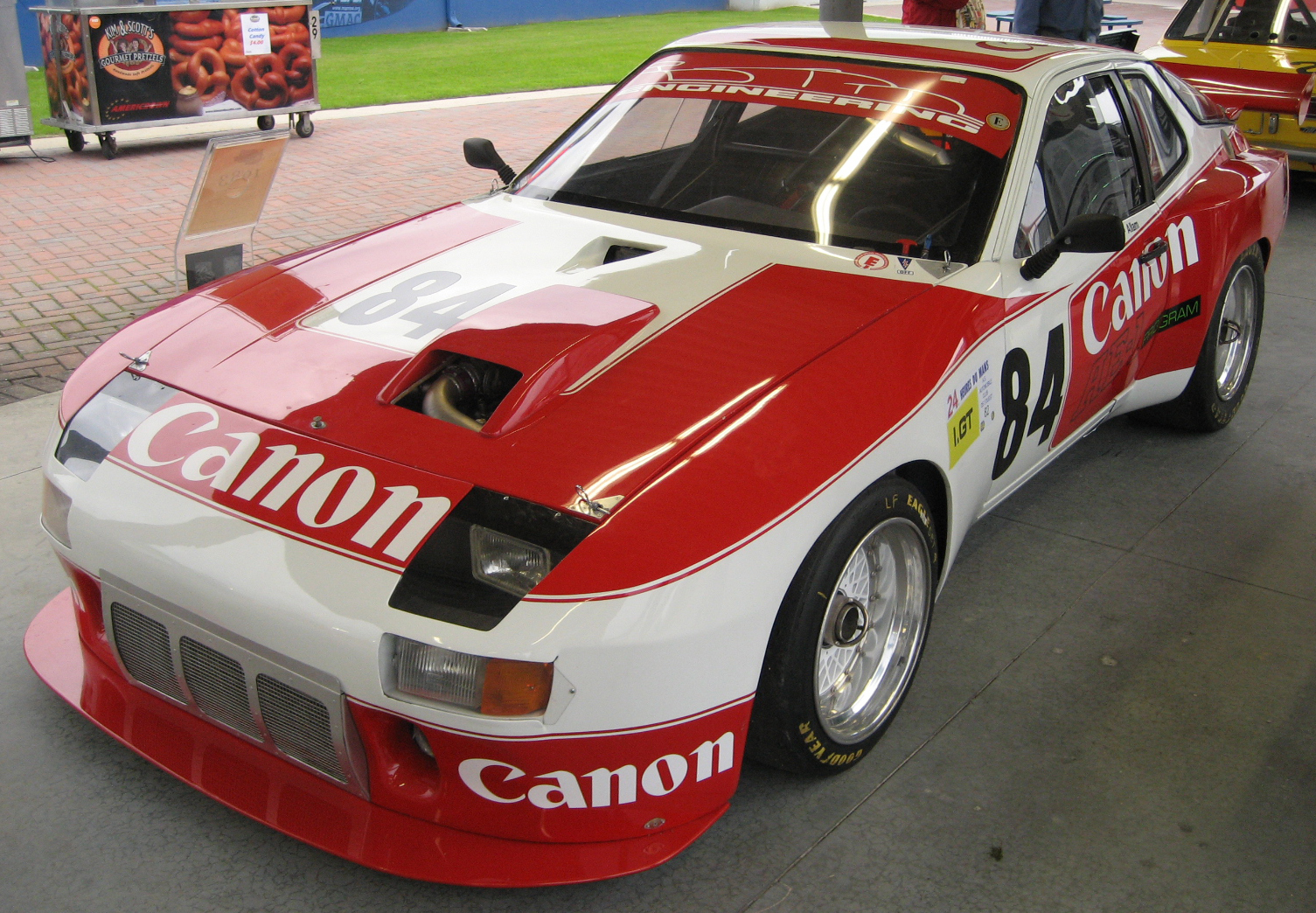
Une Porsche 924 Carrera GTR faisant campagne pour le GTi Engineering. Canon entra dans le sport automobile en sponsorisant cette voiture.

En 1980, GTi Engineering passa de Volkswagen à la marque Audi, en faisant participer la nouvelle Audi 80 dans la BSSC. Lloyd a été en mesure de faire signer les pilotes britanniques Stirling Moss et Martin Brundle pour cette saison. Après la campagne de 1980, GTi Engineering a été approché par Porsche afin de devenir la principale écurie européenne à faire concourir la nouvelle 924 Carrera GTR dans les courses d'endurance. Pour aider au projet, GTi Engineering a été en mesure de signer un partenariat avec l'entreprise japonaise Canon en tant que principal sponsor. L'écurie aura alors été connue sous le nom de Canon Racing.

### 1981– 1982
L'écurie a fait ses débuts internationaux au 1000 km de Monza en 1981, où les pilotes Richard Lloyd et Tony Dron ont terminé huitième au général et deuxième de leur classe. Une victoire de classe a rapidement suivi lorsque Lloyd et le pilote Andy Rouse ont remporté leur course à domicile, les 1000 km de Brands Hatch.

Pour 1982, les 924 Carrera GTR de l'écurie ont été adaptés pour se conformer à la réglementation GTO de l'International Motor Sports Association. Bien que cela ait rendu la voiture inéligible pour les victoires de classe dans la plupart des compétitions européennes, elle était encore capable de rivaliser avec des voitures de classes similaires. L'équipe a eu du mal à obtenir de bons résultats cette année-là, mais son meilleur résultat aura été une cinquième place au classement général lors des 1000 km du Nürburgring. Lors de cette course, l'écurie a surpassé plusieurs prototypes de sports de Groupe C et Groupe 6 (en) sport prototype afin de terminer en haut du classement.

### 1983– 1985
En 1983, à la suite de l'arrêt du programme de développement de la 924 Carrera GTR par Porsche, l'écurie est passée à la toute nouvelle offre de Porsche, le Groupe C 956. Cela a permis à GTi Engineering de se hisser au premier rang du championnat du monde, ce qui lui a permis de concourir pour la victoire au classement général. Pour la deuxième course de l'écurie avec la 956, pour leur course à domicile sur le circuit de Silverstone, Jan Lammers et Thierry Boutsen ont obtenu un podium, suivi d'un autre au Nürburgring. Une dernière apparition sur le podium a été réalisée lors de la dernière course européenne de l'année à Mugello. Lammers termina septième au Championnat des pilotes.

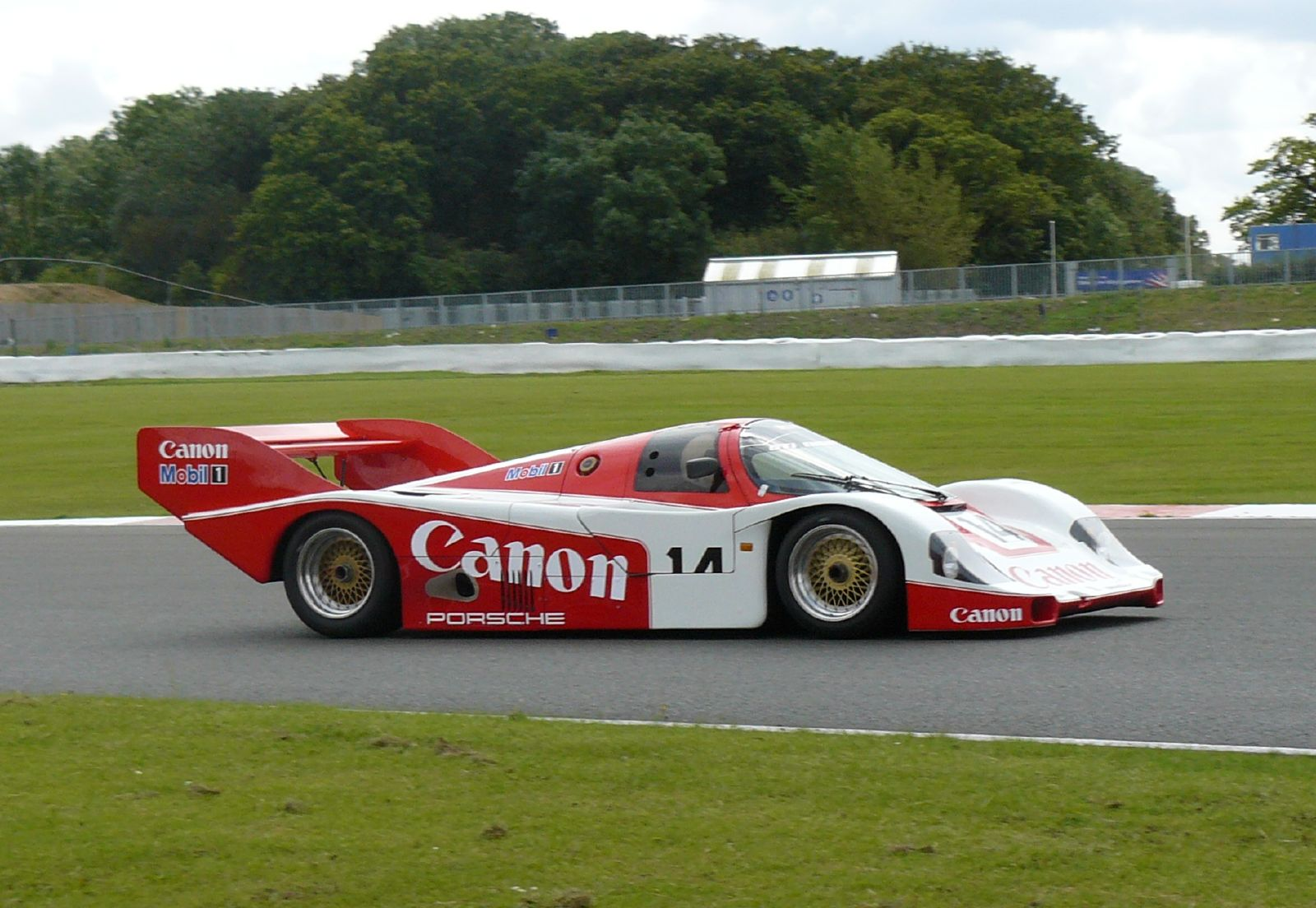
La Canon Racing Porsche 956 GTi, que l'écurie utilisa jusqu'en 1986

Pour la saison 1984, GTi Engineering continua sur sa lancée au Championnat du Monde. Dans le cadre du partenariat avec Canon, GTi Engineering a inscrit une deuxième voiture à certains épreuves du championnat dans le but d'embarquer une caméra vidéo dans le cockpit afin d'enregistrer l'intégralité de la course. Bien que le poids supplémentaire généré par le système embarqué ait affecté la performance de la 956, la voiture était toujours conduite par Richard Lloyd et son coéquipier, le batteur de Pink Floyd, Nick Mason, et a fait ses débuts aux 24 Heures du Mans. Cependant, la 956 principale du GTi Engineering, est resté une voiture de premier plan aux mains de Lammers et John Fitzpatrick. Plus tard dans la saison, Jonathan Palmer remplaça Fitzpatrick et, avec Jan Lammers, remporta la première victoire du championnat du monde à Brands Hatch, deux tours devant une Porsche Joest Racing. Peu de temps après cette victoire, l'écurie lança sa nouvelle voiture, la 956 GTi construite sur mesure. La 956 GTi a rapidement pu surpassée sa prédécesseure, en prenant la deuxième place à Imola. L'écurie a terminé la saison avec Lammers et Fitzpatrick à égalité à la cinquième place du championnat des pilotes.

En 1985, l'écurie changea officiellement son nom pour devenir le Richard Lloyd Racing, bien que le nom de GTi Engineering a été conservé dans le cadre de la société. L'écurie a continué avec ses 956, même si certains concurrents utilisaient maintenant la plus performante 962C. La saison a commencé avec de bons résultats avec Lammers et Palmer et l'équipe a réussi à décrocher une deuxième place aux 24 Heures du Mans avec Jonathan Palmer, James Weaver et Lloyd lui-même. Après une bataille épique pour la tête de la course avec la Porsche Joest de Stefan Johansen qui a duré jusqu'à minuit, la Porsche 956 GTi a perdu quelques tours à la suite d'un problème de frein mineur. Avec le Porsche Joest qui tournait comme une horloge, il n'a pas été possible de rattraper le retard, et la voiture a fini la course à seulement trois tours de la gagnante Porsche Joest mais en avance sur les Porsche Rothmans d'usine,. Richard Llyod a pris le volant de la pour le dernier relais. Un problème est survenu pendant les essais pour les 1 000 kilomètres de Spa quand un pneu s'est détaché, envoyant la voiture dans la barrière à 230 km/h, blessant ainsi Palmer et endommageant gravement la voiture, l'obligeant à subir une longue reconstruction. L'équipe est revenue au championnat pour la manche de 1 000 kilomètres de Fuji mais n'a pas pu finir la course. Le Richard Lloyd Racing termina la saison à une cinquième place dans le championnat par équipes, bien que Palmer ne soit que douzième au championnat des pilotes.

### 1986– 1990

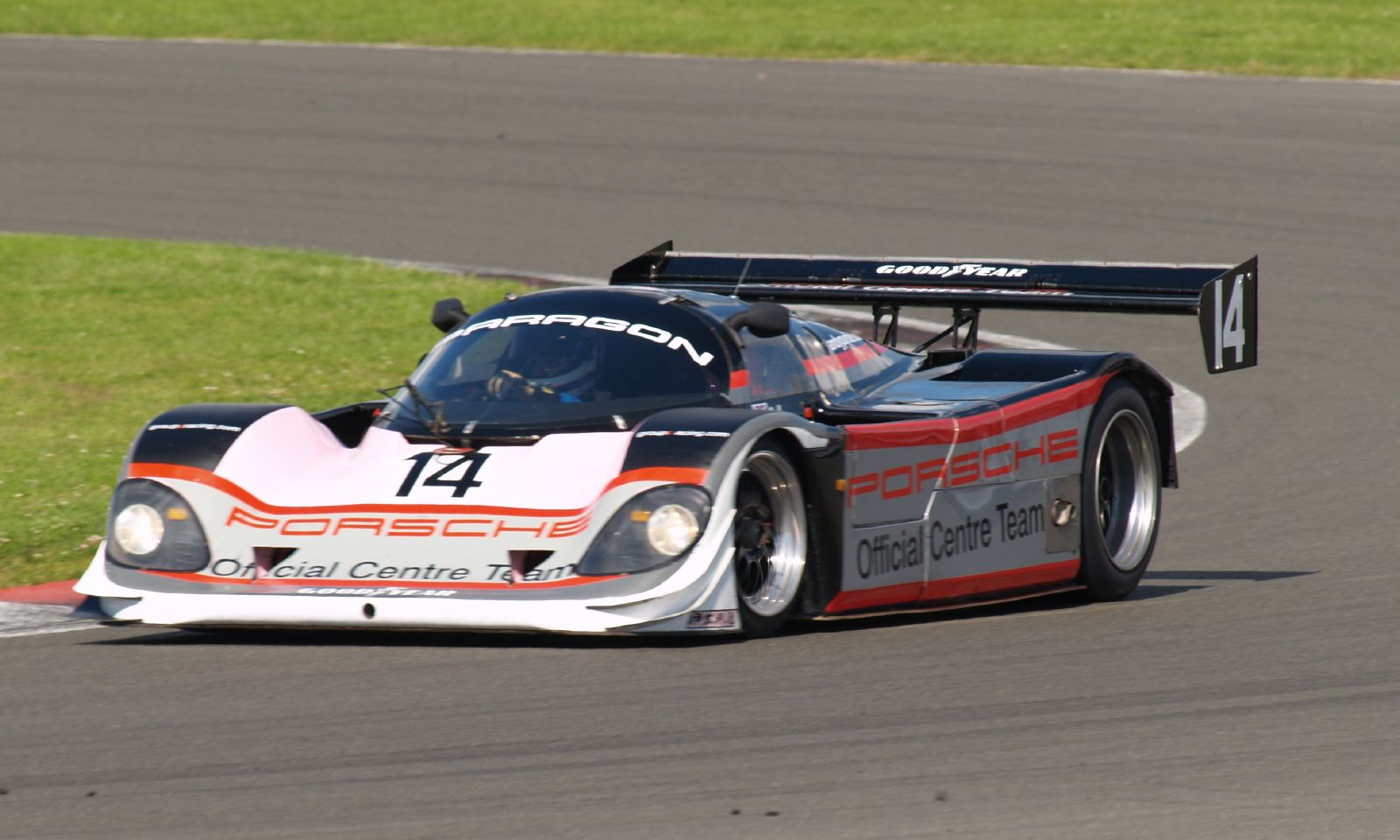
Une 962C GTi du Richard Lloyd Racing en 1989

Canon a choisi de mettre fin à son partenariat avec le Richard Lloyd Racing en 1986, laissant ainsi l'équipe signer un nouveau contrat de sponsoring avec Liqui Moly (en) en remplacement. En faisant tourner les équipages de pilotes au volant de la 956 GTi, l'écurie réalisa un début de saison sans grand succès. Leurs performances se sont ensuite améliorés car ils rencontrèrent une nouvelle fois le succès à Brands Hatch en remportant leur deuxième victoire en Championnat du monde avec quatre tours d'avance sur le Joest Racing, avec l'aide des pilotes Porsche d'usine Mauro Baldi et Bob Wollek dans la voiture. Une deuxième place au Nürburgring aura été le seul autre podium de la saison et l'équipe a termina sixième dans le championnat du monde par équipes. En dehors du championnat du monde, la 956 GTi a également fait une apparition lors d'une course Interserie sur le circuit à domicile de Thruxton pour le Richard Lloyd Racing, remportant la première manche et terminant deuxième au classement général.

Richard Lloyd Racing a remplacé sa 956 GTi vieillissante avant la saison 1987. Une nouvelle voiture basée sur la 962C a été obtenue, bien qu'elle ait été construite de nouveau selon des spécifications GTi bien spécifique. Jonathan Palmer et Mauro Baldi ont été les pilotes titulaires de la saison pour l'écurie. L'équipe, comme durant la saison précédente, n'a pas eu de succès durant la première partie de la saison. Néanmoins, la seconde partie de la saison leur aura été plus favorable et se couronna par une victoire. Par contre, contrairement aux précédents succès à Brands Hatch, cette victoire a été obtenue lors de l'épreuve de sprint de Norisring. Brands Hatch se soldera toutefois par une note positive pour l'équipe puisqu'ils ont obtenu une deuxième place cette année-là. Richard Lloyd Racing termina la saison avec un troisième place à Fuji, en finissant ainsi à la cinquième place du championnat du monde des équipes et en aidant Mauro Baldi à se classer huitième au championnat des pilotes. L'équipe remportera également une course hors championnat d'après-saison à Kyalami, en Afrique du Sud, avec Jochen Mass au volant de la voiture.

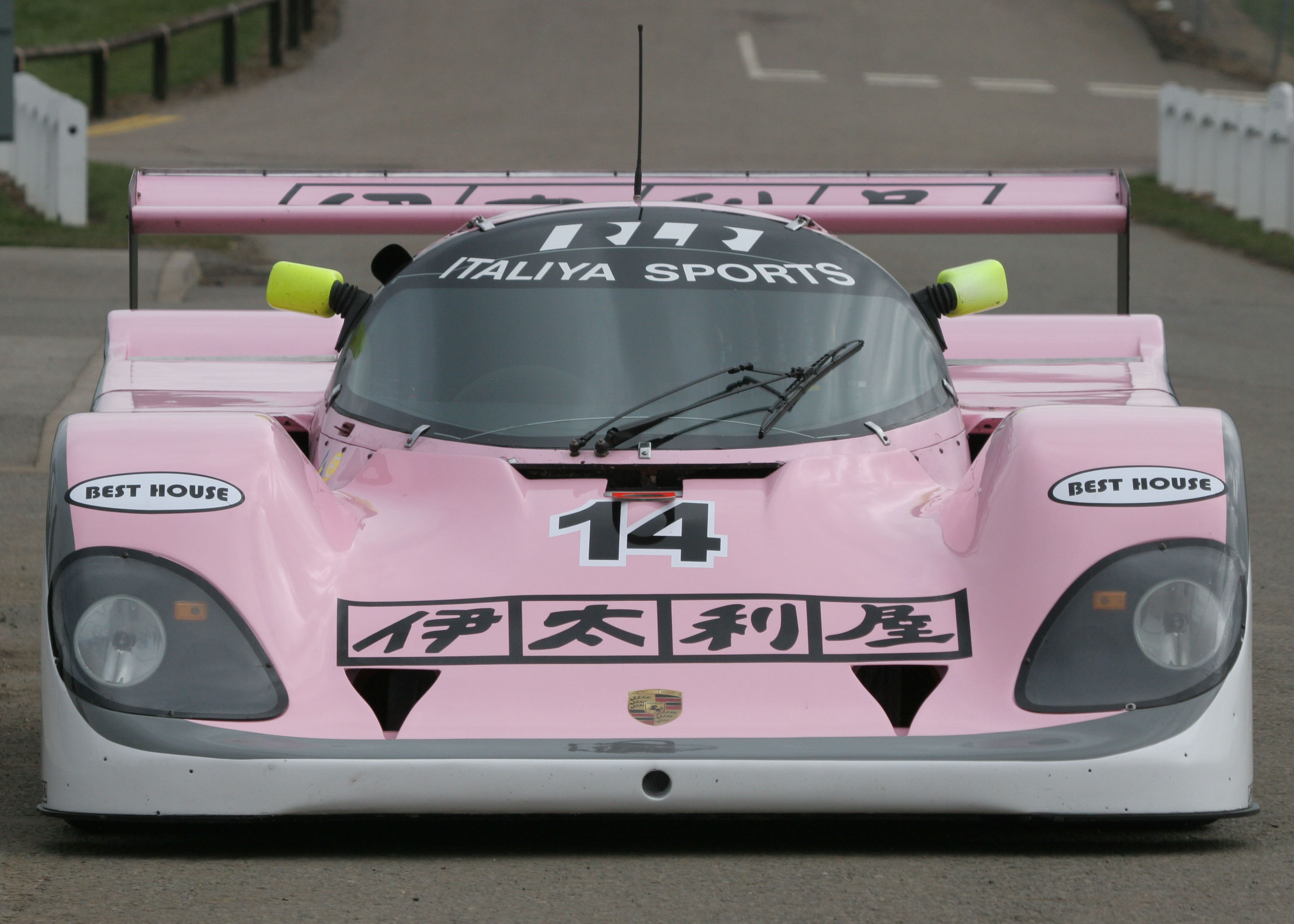
Une Porsche 962C GTi aux couleurs de l'écurie en 1990, sponsorisée par Italiya.

À la suite du retrait de Liqui Moly (en) en tant que partenaire de l'écurie, le calendrier de courses couru a été limité en 1988. Porsche Grande-Bretagne devint alors le nouveau sponsor de Richard Lloyd Racing. À la suite de la quatrième place obtenue durant à l'épreuve de sprint d'ouverture, une série d'accidents et de disqualifications a conduit l'équipe à manquer plusieurs courses. Une septième place au Nürburgring aura été la seule autre arrivée dans les points pour l'équipe, ce qui les amena à être neuvième au Championnat du monde des équipes alors qu'ils ont clôturé leur saison. Plutôt que de participer à la course de Fuji, l'écurie s'est rendue en Amérique du Nord pour une course à Tampa, en Floride, en participant contre les écuries du Championnat IMSA GT. Le pilote américain Price Cobb s'est joint à James Weaver, et le duo obtient la troisième place derrière l'American Nissan Electramotive et l'Européen Brun Porsche.

À la suite de la non-inscription des 24 Heures du Mans au calendrier du championnat du monde de 1989, la compétition est entièrement composée de courses sprints plus courtes et le Richard Lloyd Racing y engagea une deuxième voiture. Les pilotes ont été Derek Bell, Tiff Needell et Steven Andskär. Une cinquième place à Dijon-Prenois et une quatrième place pour la dernière manche à l'Autodromo Hermanos Rodríguez ont été les seuls points remportés par le Richard Lloyd Racing, ce qui permit de finir à la neuvième place du championnat du monde des équipes. Un succès à domicile, en dehors du championnat du monde, a été obtenu lorsque Needell a pris la deuxième place dans une course Supercup (en) à Silverstone. Les 24 Heures du Mans n'ont pas été couronnées de succès avec un abandon frustrant à la 22e heure de course lorsque la ¨Porsche de Derek Bell, Tiff Needell et James Weaver était 7e.

Pour 1990, Richard Lloyd Racing a signé un partenariat avec la société japonaise Italiya en tant que principal sponsor de l'équipe. L'écurie a réduit son engagement à une seule voiture, principalement pilotée par Manuel Reuter, James Weaver et Steven Andskär. Une sixième place à Spa et une troisième à la course écourté de Montréal ont été les temps forts de l'année, et le Richard Lloyd Racing a de nouveau été fini neuvième au championnat du monde des équipes avec trois points. L'écurie a également fait courir une 962C standard au Mans pour Nick Mason. La voiture appartenant à Mason a terminé onzième tandis que la 962C GTi de l'équipe a abandonné à la suite d'un incendie.
En partenariat avec l'écurie japonaise Alpha Cubic Racing Team, le Richard Lloyd Racing participa également a quelques manches du Championnat du Japon de sport-prototypes. Malheureusement, cette expérience ne fût pas couronné de succès car en 3 tentatives, la voiture ne put voir le drapeau à damier. À la fin de la saison, Richard Lloyd Racing a mis fin à ses activités à la suite d'un manque de financement nécessaire pour continuer en 1991.

## Porsches GTi

### 956 GTi

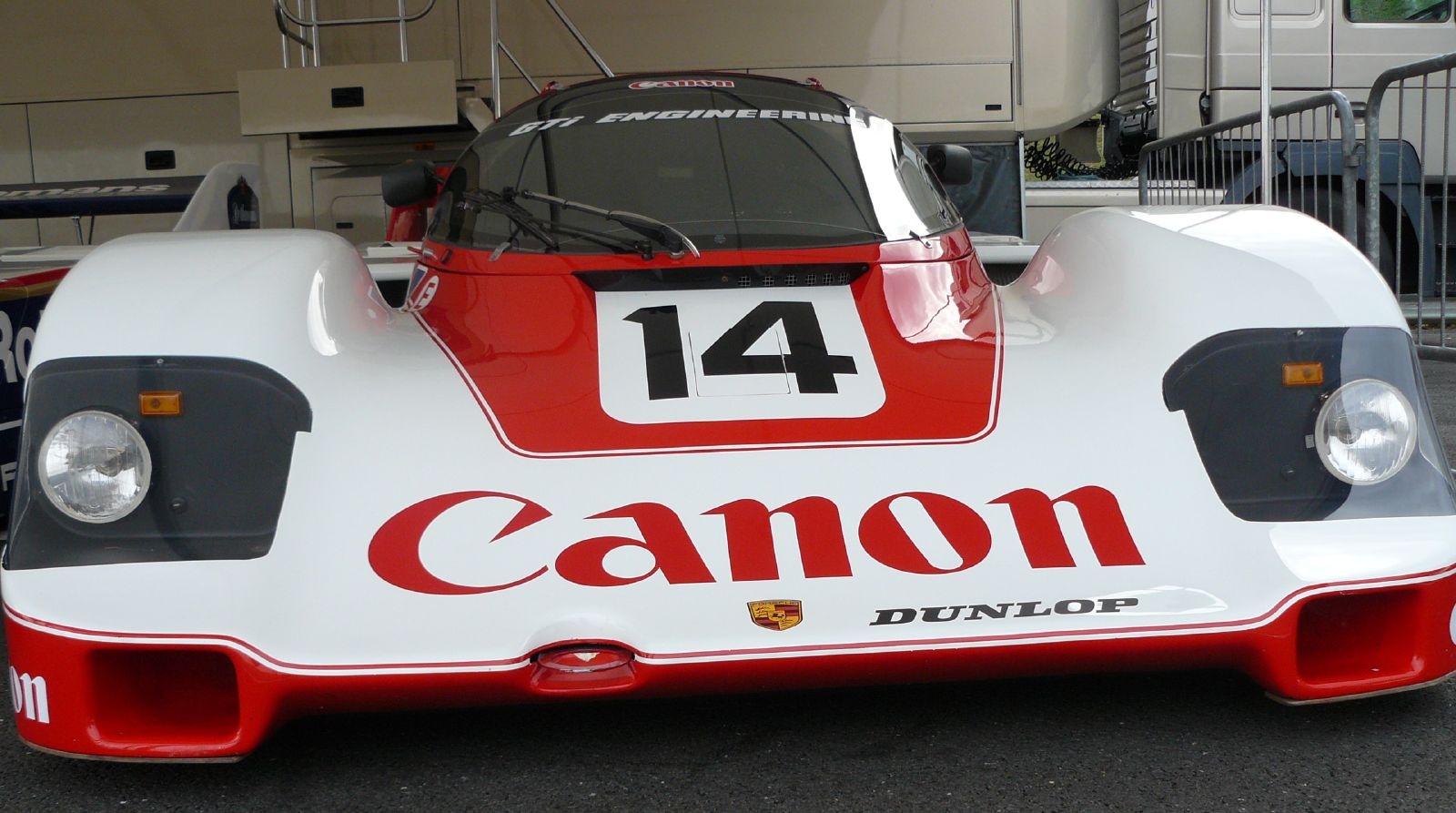
Le châssis 956 GTi #106BII de GTi Engineering à la suite d'une restauration

À la suite d'une première partie saison réussie avec la 956 en 1983, Richard Lloyd a chargé le designer Nigel Stroud, futur concepteur des Mazda 757, Mazda 767 et Mazda 787B, de développer une nouvelle structure monocoque et un châssis pour la voiture de l'écurie dans le but d'augmenter la rigidité structurelle par rapport aux Porsche d'usine. À la suite de tests de rigidité en torsion réalisé en interne sur le châssis compétition client, il a été décidé de construire les 956 GTi à partir de matériaux en nid d'abeilles en aluminium chaque fois que cela est possible. Cette voiture, initialement le châssis 956-106, a été remplacée par le châssis 106B conçu par Nigel Stroud. Cela aura pour effet de renommer la voiture en une 956 GTi,.
D'autres modifications ont été apportées à la voiture une fois que la monocoque a été achevée. Une de ces modifications a été le remplacement de l'ensemble de la suspension avant conçu par Porsche par un design personnalisé. Des modifications de carrosserie ont également été effectuées par le désigner automobile britannique Peter Stevens dans le but d'augmenter l'appui global de la voiture sur les plus petits circuits; une aile étroite conçue par Lloyd et le directeur de l'équipe Greene aux 1 000 kilomètres de Brands Hatch en 1984 a été placée sur l'avant de la voiture. De plus, l'aileron arrière standard a été remplacée par un design à deux éléments avec différents angles d'attaque, avec un écart étroit entre les deux. Ces ailerons étaient également fabriqués en fibre de carbone, plus léger que le matériau standard utilisé sur 956s.
Le châssis GTi 106B a été gravement endommagé lors d'un accident survenu aux 1000 km de Spa en 1985, obligeant l'équipe à construire une nouvelle monocoque appelée GTi 106BII,. Ce châssis a également adapté plusieurs nouveaux éléments des 962, y compris le déplacement du poste de pilotage plus loin que l'axe de l'essieu avant. Ce châssis a été utilisé par l'écurie jusqu'à la fin de 1986, quand il a été remplacé par le nouveau 962C GTi. À la suite de son retrait des compétitions automobiles, la 956 GTi a été remise à neuf en 1990 et est maintenant utilisée dans des courses historiques de sport automobile. La peinture initiale Canon de la voiture est toujours utilisée.

### 962C GTi
Afin de rattraper les performances des Porsche 962C d'usine, Lloyd a lancé la construction d'une nouvelle voiture pour la saison 1987. Comme précédemment, la monocoque a été conçue par Nigel Stroud. Des pièces standards de Porsche 962C ont été utilisées en les adaptant avec des pièces réalisées sur mesure. Le premier châssis, conservant volontairement l'identification no 106B tout en n'étant pas le même châssis que celui utilisé sur la 956 GTi, présentait une fois de plus des différences notables par rapport aux 962C. L'arrière de la voiture avait été entièrement repensé, avec un aileron ne faisant plus partie de la carrosserie intégrée. Au lieu de cela, l'aileron était suspendu à l'arrière de la voiture, maintenu seulement par des entretoises au centre.

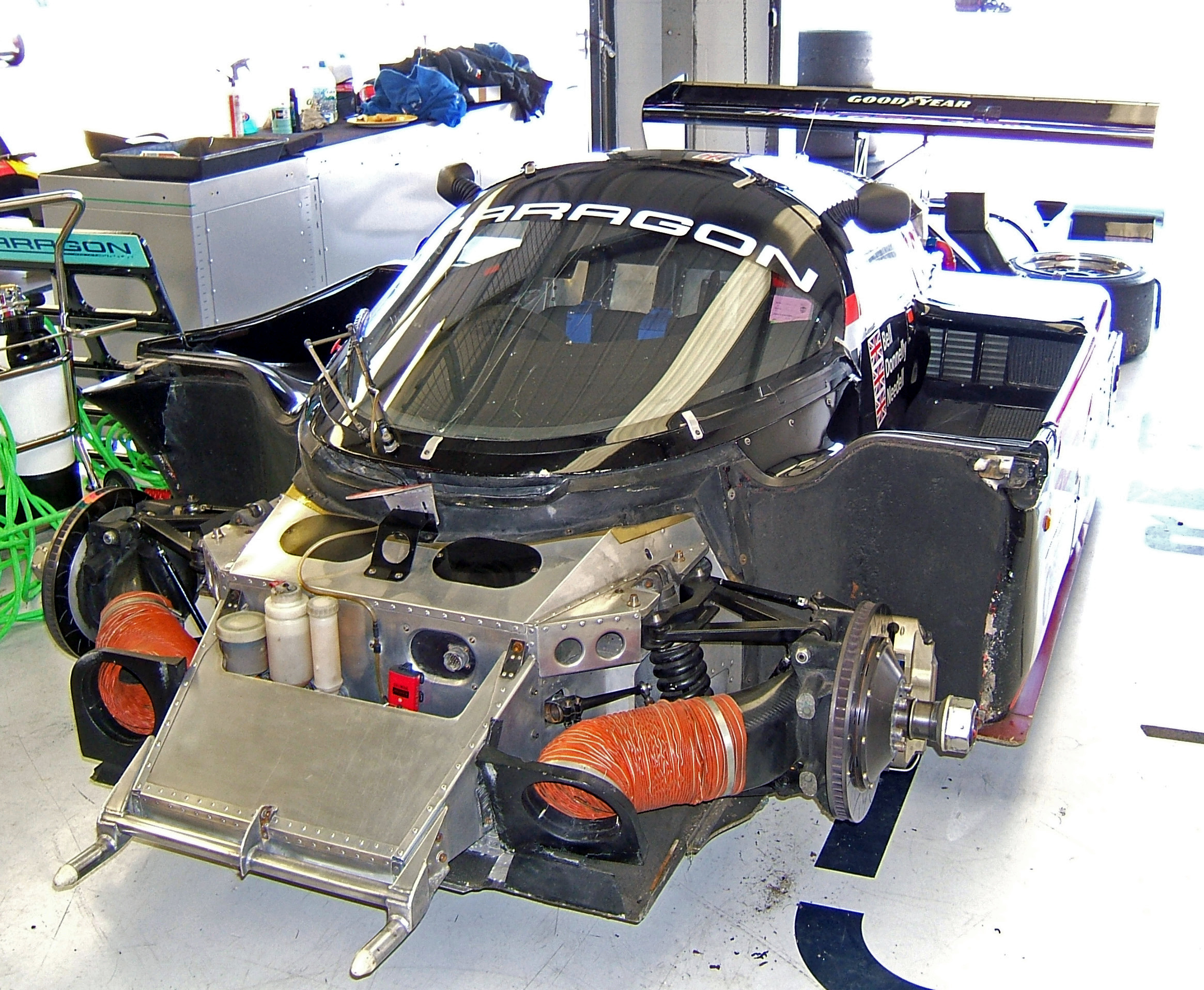
L'avant personnalisé d'un châssis 962C GTi

Durant la saison de 1987, des modifications ont également été apportées à l'avant de la voiture. Le carrossage des roues ainsi que le capot ont été arrondis, tandis que les conduits de refroidissement des freins et les phares plus petits donnaient un tout nouveau design à la voiture. Les développements sur l'avant de la voiture ont été poursuivies en 1988 avec la construction d'une autre voiture, le châssis no 200. L'espace central au bas du capot avant a été rempli, permettant ainsi le déplacement des conduits de refroidissement des freins vers le centre de la voiture, tandis qu'un diffuseur étendu a été ajouté pour générer de l'appui sur l'avant. À l'arrière, Nigel Stroud a adapté un élément de design qui avait été utilisé par Jaguar: la carrosserie couvrait les côtés des roues arrière de la voiture, permettant ainsi une meilleure circulation de l'air.

Le châssis no 201 a rejoint l'équipe en 1989, il est identique au châssis no 200. Cette nouvelle voiture a d'abord conservé les mêmes enjoliveurs de roue arrière que la no 200 avait utilisé pour améliorer les performances aérodynamiques, mais ils ont été retirés plus tard en 1990. Les conduits de refroidissement des freins ont également été déplacés afin d'avoir une ouverture plus grande et plus haute sur le capot avant.

Deux autres châssis 962C GTi ont été construits par GTi Engineering. Dyson Racing a acheté le châssis no 202, qu'ils ont modifié pour le Championnat IMSA GT, devenant ainsi le DR1. La 962C GTi de Dyson a remporté une seule course à San Antonio, au Texas. ADA Engineering a acheté le châssis no 203 pour les 24 Heures du Mans 1992 avant de l'utiliser de nouveau en 1994 avec le Team Nippon. Le châssis # 106B a été vendu après que Richard Lloyd l'ait remplacé, et il a fini dans le Championnat du Japon de sport-prototypes dans les mains de l'écurie Trust Racing Team de 1988 à 1990,,, puis de l'équipe Nisseki Racing en 1991. Le châssis no 200 était également présent au Japon sous la bannière Alpha Cubic en 1990.

## Palmarès
- Championnat du Monde des Voitures de Sport
  - En 1983:
    - Troisième place au 1000 km de Silverstone avec Jan Lammers/Richard Lloyd (en)/Thierry Boutsen
    - Troisième place au 1000 km de Nürburgring avec Keke Rosberg/Jan Lammers/Jonathan Palmer

  - En 1984:
    - Victoire au 1000 km de Brands Hatch avec Jan Lammers/Jonathan Palmer
    - Seconde place au 1000 km d'Imola avec Keke Rosberg/Jan Lammers/Jonathan Palmer
    - Troisième place au 1000 km de Sandown Park avec Jan Lammers/Jonathan Palmer

  - En 1985:
    - Seconde place au 24 Heures du Mans avec Richard Lloyd (en)/Jonathan Palmer/James Weaver

  - En 1986:
    - Victoire au 1000 km de Brands Hatch avec Mauro Baldi/Bob Wollek
    - Seconde place au 1000 km de Nürburgring avec Mauro Baldi/Klaus Niedzwiedz

  - En 1987:
    - Victoire au 200 Miles de Norisring avec Mauro Baldi/Jonathan Palmer
    - Seconde place au 1000 km de Brands Hatch avec Mauro Baldi/Johnny Dumfries
    - Troisième place au 1000 km de Fuji avec Mauro Baldi/Mike Thackwell

  - En 1990:
    - Troisième place au 480 km de Montréal avec Manuel Reuter
- Championnat d'Europe des Voitures de Sport
  - En 1983:
    - Troisième place au 1 000 km Mugello avec Jonathan Palmer/Derek Bell/Henri Toivonen
- Supercup (en)
  - En 1987:
    - Victoire au Supercup Norisring avec Mauro Baldi
- Course hors championnat
  - En 1984:
    - Seconde place au Trophée du Norisring avec Jonathan Palmer

  - En 1987:
    - Victoire au 500 km de Kyalami avec Jochen Mass

## Pilotes
- Kenny Acheson
- Steven Andskär
- Mauro Baldi
- Derek Bell
- Allen Berg
- Thierry Boutsen
- Martin Brundle
- Price Cobb
- Christian Danner
- Martin Donnelly
- Tony Dron (en)
- Johnny Dumfries
- Rob Dyson (en)
- George Fouché
- Bertrand Gachot
- Bruno Giacomelli
- Damon Hill
- David Hobbs
- David Hunt
- Jan Lammers
- JJ Lehto
- Richard Lloyd (en)
- Perry McCarthy
- Nick Mason
- René Metge
- Stirling Moss
- Tiff Needell
- Klaus Niedzwiedz
- Jonathan Palmer
- Luis Pérez-Sala
- Manuel Reuter
- Keke Rosberg
- Andy Rouse
- Vern Schuppan
- Mike Thackwell
- John Watson
- James Weaver
- Bob Wollek